# Pokoj s vyhlídkou
Pokoj s vyhlídkou (v originále A Room with a View) je jeden z raných románů britského spisovatele E. M. Forstera. Poprvé byl publikován v roce 1908. Hlavními tématy příběhu mladé Angličanky dospívající na počátku 20. století v pozdně viktoriánské společnosti jsou ztráta nevinnosti, svazující společenské konvence a právo na osobní nezávislost. Pokoj s vyhlídkou dnes patří k Forsterovým nejčtenějším dílům.

## Děj
Příběh se odehrává v době současné vydání knihy, tj. v době doznívání viktoriánské éry, kdy se pomalu rozkládají kladné i záporné rysy a hodnoty této společnosti. Všechny postavy v knize jsou ovlivněny (i když se vůči ní mohou negativně vymezovat) viktoriánskou morálkou, která bedlivě střeží čest mladých dívek a vyžaduje úzkostlivou kontrolu vášní a emocí obecně. Na druhou stranu je vyžadována kultivovanost, vřelý zájem o umění a vnímavost vůči kráse. V době po přelomu letopočtu začaly být tyto hodnoty napadány, blížil se čas změn, především ve společenském postavení ženy a v pohledu, kterým je žena vnímána muži.
Hlavní postava – Lucy Honeychurch, je taková dívka, která byla vychována v tradičních hodnotách viktoriánství a na prahu dospělosti musí učinit volbu, jestli bude dál žít ve zdánlivé spořádanosti a v souladu se společenskou konvencí, nebo dá přednost lásce a vášni a tímto i vlastní nezávislosti.
Děj knihy je rozdělen do dvou částí, které se odlišují především prostředím. První část a stejně tak i úplný závěr se odehrává ve Florencii, druhá část románu je zasazena do oblasti Surrey v Anglii.

### Část první:Itálie
Lucy Honeychurch, mladá Angličanka cestuje po Itálii se svou postarší a neprovdanou sestřenicí Charlotte Bartlett a pobyt ve Florencii tráví v penzionu Bertolini, kde dostanou oproti svému očekávání pokoje, jejichž vyhlídka směřuje ne na Arno a historické centrum Florencie, ale do dvora. Když si u společné večeře stěžují před ostatními hosty, jeden z nich, pan Emerson dost netaktně, ale s dobrým úmyslem nabídne vyměnit svůj pokoj a pokoj svého syna George. Takto se Lucy seznámí z pohledu typických viktoriánců, kteří v penzionu bydlí, s nekonvenčním otcem a synem, kteří jsou pro tuto snobskou společnost nepřijatelní, nicméně pro Lucy jsou po opakovaném setkání ve své jinakosti a otevřenosti spíše předmětem zvědavosti než odmítnutí. Jednoho dne se při procházce stane svědkem vraždy a George ji pomůže, když pod vlivem zážitku omdlí a spadne mu do náruče.

### Část druhá: Anglie
Druhá část (po několika měsících a v Surrey ve Windy Corner) začíná scénou, kdy Lucy konečně (napotřetí) přijímá nabídku k sňatku od Cecila Vyse. S Cecilem se blíže seznámila již v Římě, jejich rodiny se povrchně znaly již z předešlého společenského styku. Cecil je v každém případě partie, kterou by Lucy a její okolí mělo považovat za vhodnou. Movitý, vzdělaný, kultivovaný Londýňan, který ale jak se ukáže opovrhuje venkovskou společností, jen těžko snáší Lucyina mladšího a ještě nedospělého bratra Freddyho nebo i její jeho standardům nedosahující matku, a tyto své výhrady nedokáže nedávat najevo i před osobami, kterých se týkají, což někdy sklouzne k netaktním poznámkám či hrubému chování z jeho strany.
Brzy po zveřejnění jejich zasnoubení se do blízké villy Cissie nastěhují Emersonovi. Lucy se snaží s Georgem stýkat pouze jen co zachování zdvořilosti vyžaduje. K Honeychurchyovým brzy přijede i na návštěvu Charlotta. V neděli Freddy, jeho kamarád, Lucy a George, se kterým se Freddy spřátelil, hrají tenis, během kterého je netaktně ruší Cecil četbou z knihy, která se ukáže být nejnovější prací slečny Lavish, spisovatelky, která s Lucy a Charlottou pobývala v penzionu Bertolini a s Charlottou se značně spřátelila. Jedna z pasáží v knize obsahuje první polibek mezi hrdinkou a jejím milencem v polích nad Florencií a je až nepravděpodobně věrným popisem toho, co se stalo mezi Lucy a Georgem. Lucy si uvědomí, že Charlotta přes své sliby vše řekla slečně Lavishové; po cestě zpět do domu ji George, který byl přítomen, znovu políbí.
Lucy se hněvivě vypořádá s Charlottou a pak se rozhodne ukončit i věc s Georgem. V Charlottině přítomnosti ho vykáže z domu, a to i přes Georgův protest, během kterého ji pravdivě vysvětlí, že je pro ni Cecil nanejvýš nevhodný, protože není schopen intimního citu, chce pouze získat další ozdobu k svému majetku, ale on naopak ji miluje a přesto by si nepřál omezovat její nezávislost. Ještě toho večera Lucy ukončí zasnoubení s Cecilem, když si uvědomí, že George měl pravdu. Přesto není ochotná ani ostatním a dokonce ani sama sobě přiznat city k Georgovi. Naopak se rozhodne urychleně odjet do Řecka a tak od celého problému utéct. Krátce před odjezdem se náhodou setká s panem Emersonem, který ji konečně svým přímým jednáním donutí přiznat přede všemi i sama sebou, jaké jsou její city.

### Závěr
Samotný závěr románu se vrací zpět do Florencie, kde George a Lucy tráví líbánky a představují nanejvýš šťastný pár a to i přesto, že Lucyina rodina a blízcí nedokázali přijmout způsob, jakým jim tajila svůj vztah k Georgovi.

## Vedlejší motivy a symbolika

### Turistika
Nedílnou součástí románu jsou i věrná zachycení určitých typických prostředí. V Itálii je představena skupina Britů, jak bylo v té době v určitých vrstvách běžné, na kulturně vzdělávací túře po Itálii, která je měla seznámit s díly předních renesančních malířů, sochařů a architektů. Ve skutečnosti se díky všemocnému bedekru mohou s opravdovou italskou kulturou seznámit jen povrchně turisticky: znají muzea a galerie, ale shlíží na obyčejné Italy a nemají touhu ani potřebu jít do míst, která nejsou doporučená bedekrem. Zároveň se tito turisté stahují do penziónů, které tvoří ostrůvky britské kultury v italských městech. Forster, který měl osobní zkušenost s tímto způsobem cestování a se společností, s kterou bylo možné se v těchto penzionech setkat, tak v první části románu s lehkou satirou popisuje tyto cestovatele s jejich chybami, aniž by sklouzl k ironii.

### Ztráta nevinnosti
Symbolický význam má Lucyina přítomnost vraždě, která se stane na náměstí před Santa Croce. Má symbolizovat konec bezstarostného dětství a vstup do života dospělých, tj. konec nevinnosti. Vůbec Itálie a představa o ní v tehdejší společnosti, jako zemi, kde žijí lidé nespoutaní a vášniví, hraje v příběhu důležitou roli jako katalyzátor skrze jejž se z Lucy, v podstatě dítěte, které nemá zásadnějších zkušeností mimo svůj domov a určitý okruh lidí, setkává poprvé s něčím odlišným a tato zkušenost ji přivádí do světa dospělých.

### Společenské změny
George a především Lucy se svojí volbou, symbolizují společenské změny, které Forster pozoruje v soudobé společnosti a Lucyino rozhodnutí symbolizuje naději, jakou do této mladé generace vkládá.

## Technika protikladů
Forstrer používá techniku plných a plochých charakterů. Plné postavy se během příběhu vyvíjejí, mění se jejich pohled na svět (Lucy, George), ploché charaktery se naopak nemění a často jsou zdrojem humoru (Charlotte, pan Beebe). Jiným způsobem se dají postavy rozdělit na gotické (pan Beebe, slečna Bartlett, Cecil Vyse, jeho matka, paní Honeychurch) a renesanční charaktery (Lucy, Emersonovi, Fredy).
Protiklad mají vyvolat také časté zmínky o pokoji (spojované s gotickými charaktery spíše než s renesančními) a v protikladu s tím výhled (a renesanční postavy, které jsou obvykle popsány vně místností – venku). Toto rozlišení symbolizuje jejich způsob myšlení - gotické postavy: tradiční, konvenční, naproti tomu renesanční postavy : otevřené, nespoutané.

## Filmové adaptace
Román byl úspěšně zfilmován v roce 1985 režisérem Jamesem Ivorym.